# لیلا صادقی
لیلا صادقی (زادهٔ ۲۸ فروردین ۱۳۵۶، در تهران) زبان‌شناس، داستان‌نویس، شاعر، مترجم، ناقد و پژوهشگر ادبی ایرانی است.

## زندگی
لیلا صادقی تحصیلات متوسطهٔ خود را در رشتهٔ ادبیات و علوم انسانی آغاز کرد، و سپس در ۱۳۷۴ در مقطع کارشناسی ادبیات فارسی دانشگاه علامه طباطبایی به تحصیل ادامه داد. بعد از چاپ کتاب اولش، ضمیر چهارم شخص مفرد (۱۳۷۹) وارد عرصهٔ ادبیات داستانی شد. پس از انتشار مجموعه داستان وقتم کن که بگذرم (۱۳۸۰) و اگه اون لیلاست، پس من کی‌ام؟! (۱۳۸۱)، به دلیل ویژگی‌های تصویری، بینامتنی و فراروی از سنت‌های داستان‌نویسی، نام او به عنوان نویسنده‌ای هنجارگریز در ادبیات داستانی شناخته شد.
در ۱۳۸۱ او تحصیل در رشتهٔ مترجمی انگلیسی را در دانشگاه آزاد آغاز کرد و در ۱۳۸۵ به تحصیل در رشتهٔ زبان‌شناسی همگانی در مقطع کارشناسی ارشد در دانشگاه علامه طباطبایی ادامه داد. او در مهرماه ۱۳۸۸ از پایان‌نامه خود با عنوان «کارکرد گفتمانی سکوت در داستان کوتاه» دفاع کرد. کتابی برگرفته از پایان‌نامه‌اش در سال ۱۳۹۲ منتشر شد. او در مهر ۱۳۹۴ از دورهٔ دکتری زبان‌شناسی دانشگاه تهران فارغ‌التحصیل شد.
لیلا صادقی در سال ۹۸ و در تداکس تهران زنان ۲۰۱۹ در خصوص این موضوع صحبت کرد که چرا ادبیات در زندگی ما اهمیت دارد. صادقی در این سخنرانی با بیان مثال‌های از سراسر دنیا و با اشاره به قصه‌گو بودن انسان، به‌توان ادبیات در توانمند کردن انسان پرداخت.

## آثار
همچنین مجموعه شعر-داستان از غلط‌های نحوی معذورم (۱۳۹۰) که شامل شعرهای دوره‌های مختلف زندگی اوست، با قالبی نو ارائه شد که تلفیق دو جهان شعر و داستان به صورت دو کتاب در یک کتاب با دو طرح روی جلد بود. مجموعه شعر-داستان دیگری از او در سال ۱۳۹۲ به انتشار رسید به نام گریز از مرکز که تلفیقی از ژانر شعر و داستان و تصاویر کیوان مهجور، نقاش ایرانی ساکن کانادا است. در این کتاب، روایت سیمرغ منطق الطیر با بیانی امروزی و با نگاهی جدید به روایت سی بادبادکی که قصد رسیدن به کوه قاف را دارند، تغییر داده می‌شود. این کتاب در سال ۱۳۹۳ نامزد دریافت جایزه شعر خبرنگاران شد.
از دیگر آثار صادقی، رمان پریدن به روایت رنگ است که به گفته او در سال ۱۳۸۸ نگارش آن پایان یافت اما به دلایل مختلف انتشار آن به طول انجامید و در ۱۳۹۳ منتشر شد.
او پرونده‌ای برای نقد و بررسی آثار ابراهیم گلستان در مجلهٔ نافه منتشر کرده است و نیز نشست‌های نشانه‌شناسی ادبیات داستانی را در سال‌های ۱۳۹۲ و ۱۳۹۳ برگزار کرد که ماحصل آن نشست‌ها دو کتاب به نام‌های نشانه‌شناسی و نقد ادبیات داستانی معاصر: بررسی آثار ابراهیم گلستان و جلال آل احمد و نشانه‌شناسی و نقد ادبیات داستانی معاصر: بررسی آثار سیمین دانشور و صادق چوبک است.

### ترجمه
- در جستجوی نشانه‌ها: نشانه‌شناسی، ادبیات، واسازی، جاناتان کالر، به همراه تینا امرالهی، فرزان سجودی (ویراستار)، تهران: علم، ۱۳۸۸
- استعاره و مجاز با رویکرد شناختی، (برگردان مجموعه مقالات)، به همراه فرزان سجودی، و تینا امراللهی، نشر خوارزمی (نقش جهان)، ۱۳۹۰
- درآمدی بر شعرشناسی شناختی، پیتر استاکول، نشر مروارید، ۱۳۹۳